# Jonesville (Michigan)
Jonesville est une ville du comté de Hillsdale, dans l'État du Michigan, aux États-Unis. En 2020, sa population était de 2 176 habitants.